# Jeux panarabes de 2023
Navigation
Édition précédente
Les 13e Jeux panarabes ou Jeux sportifs arabes 2023 (en arabe : الألعاب الرياضية العربية) sont l'édition des Jeux panarabes qui a eu lieu en Algérie du 5 au 15 juillet 2023,. Vingt-deux pays sont présents pour participer à vingt sports différents.
L'organisation de ces Jeux est attribuée à l'Algérie le 14 mars 2023 à Djeddah, lors de la réunion du Bureau exécutif des Comités nationaux olympiques arabes.
Les jeux se tiennent dans cinq villes : Alger, Oran, Constantine, Annaba et Tipaza.

## Pays participants
Les 22 pays membres de la Ligue arabe participent aux jeux, avec 3800 athlètes.
- Algérie
- Arabie saoudite
- Bahreïn
- Comores
- Djibouti
- Égypte
- Émirats arabes unis
- Irak
- Jordanie
- Koweït
- Liban
- Libye
- Mauritanie
- Maroc
- Oman
- Palestine
- Qatar
- Somalie
- Soudan
- Syrie
- Tunisie
- Yémen
- Bahreïn
- Tchad
- Soudan du Sud
- Érythrée

## Épreuves
| - Athlétisme (résultats) - Athlétisme handisport (résultats) - Basket-ball - Beach-volley - Billard - Bowling - Boxe - Culturisme - Cyclisme sur route - Échecs - Équitation - Escrime | - Football (résultats) - Goal-ball - Golf - Gymnastique - Gymnastique artistique - Trampoline - Haltérophilie - Handball (résultats) - Judo - Karaté | - Lutte - Natation - Squash - Tennis - Tennis de table - Tir à l'arc - Tir sportif - Voile - Volley-ball |

## Cérémonie d'ouverture
La cérémonie d'ouverture des 15ᵉ Jeux panarabes a eu lieu le 5 juillet pour coïncider avec la fête de l'indépendance dy pays, elle a débuté à 21h au stade du 5 juillet avec l'hymne national Kassaman suivi du défilé des délégations. Le Premier ministre a donné le coup d'envoi au nom du président, soulignant l'effort de l'Algérie pour rassembler le monde arabe. Un spectacle artistique mettant en valeur la culture algérienne a ensuite eu lieu, suivi des jeux sportifs. Des invités de marque, dont des représentants de la Ligue arabe, Abdelaziz ben Turki al-Fayçal ont assisté à l'événement.

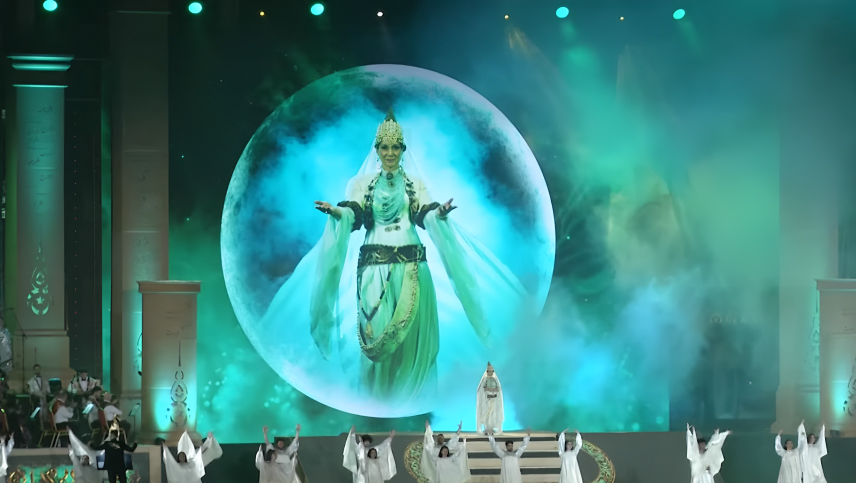
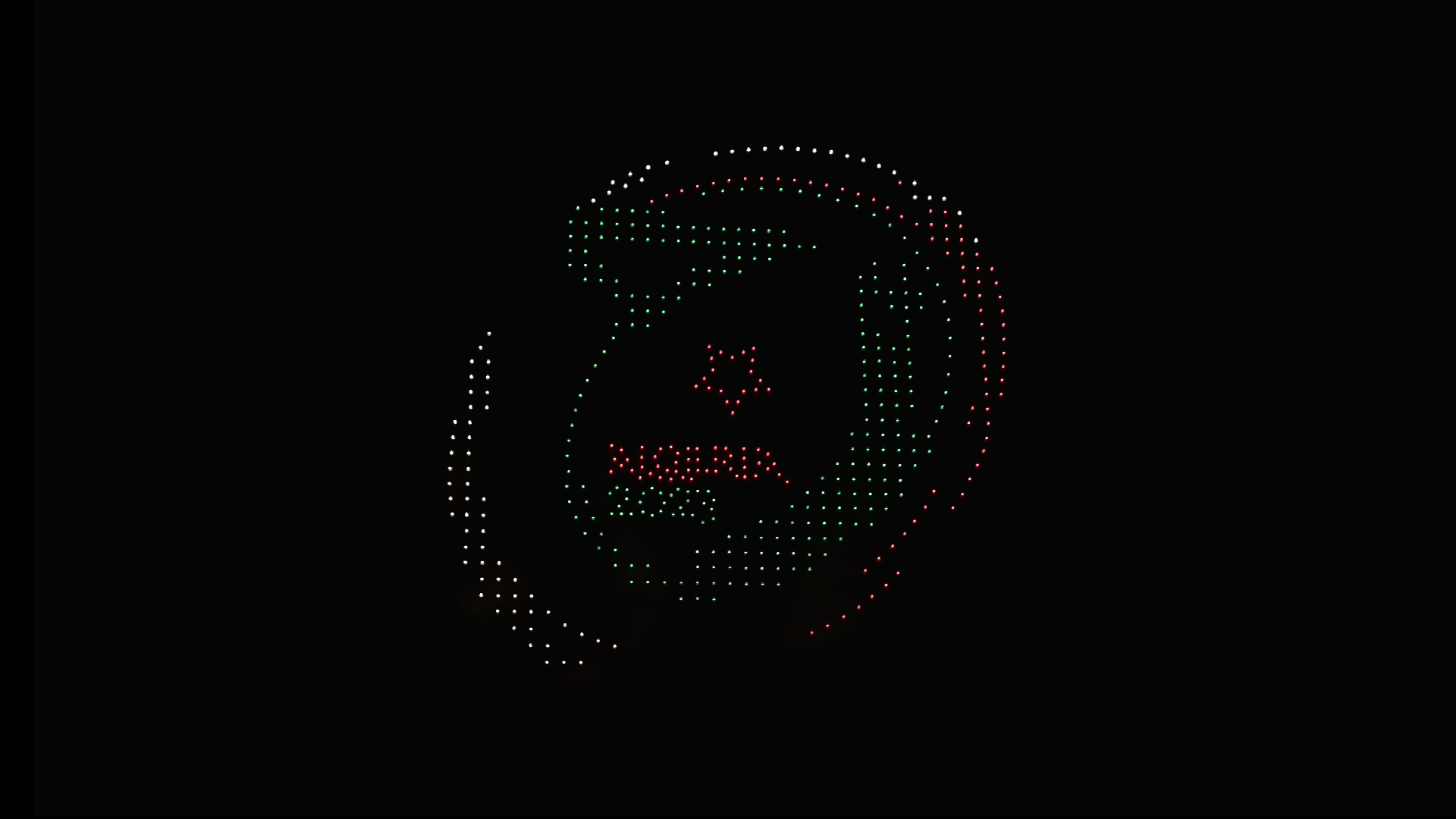
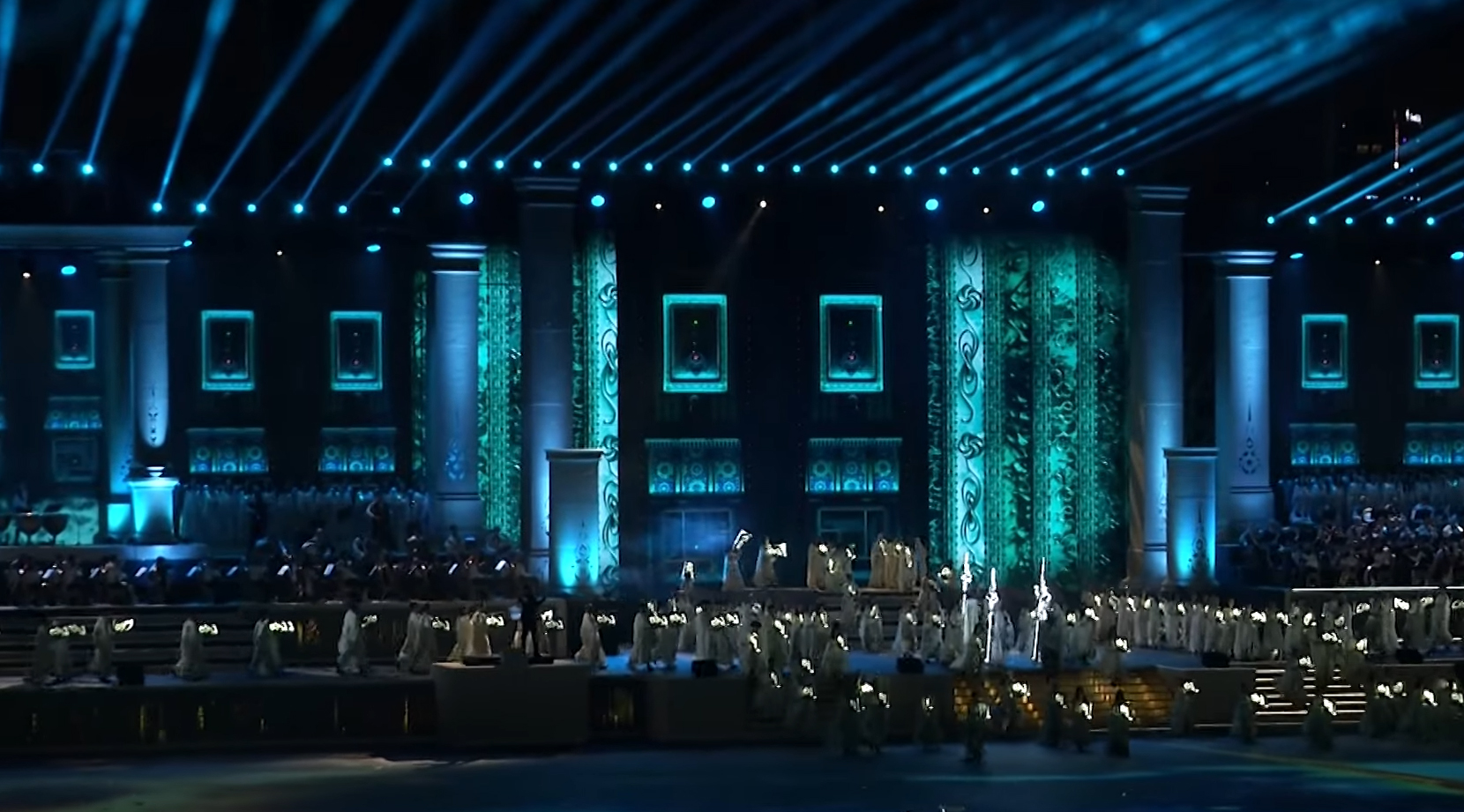
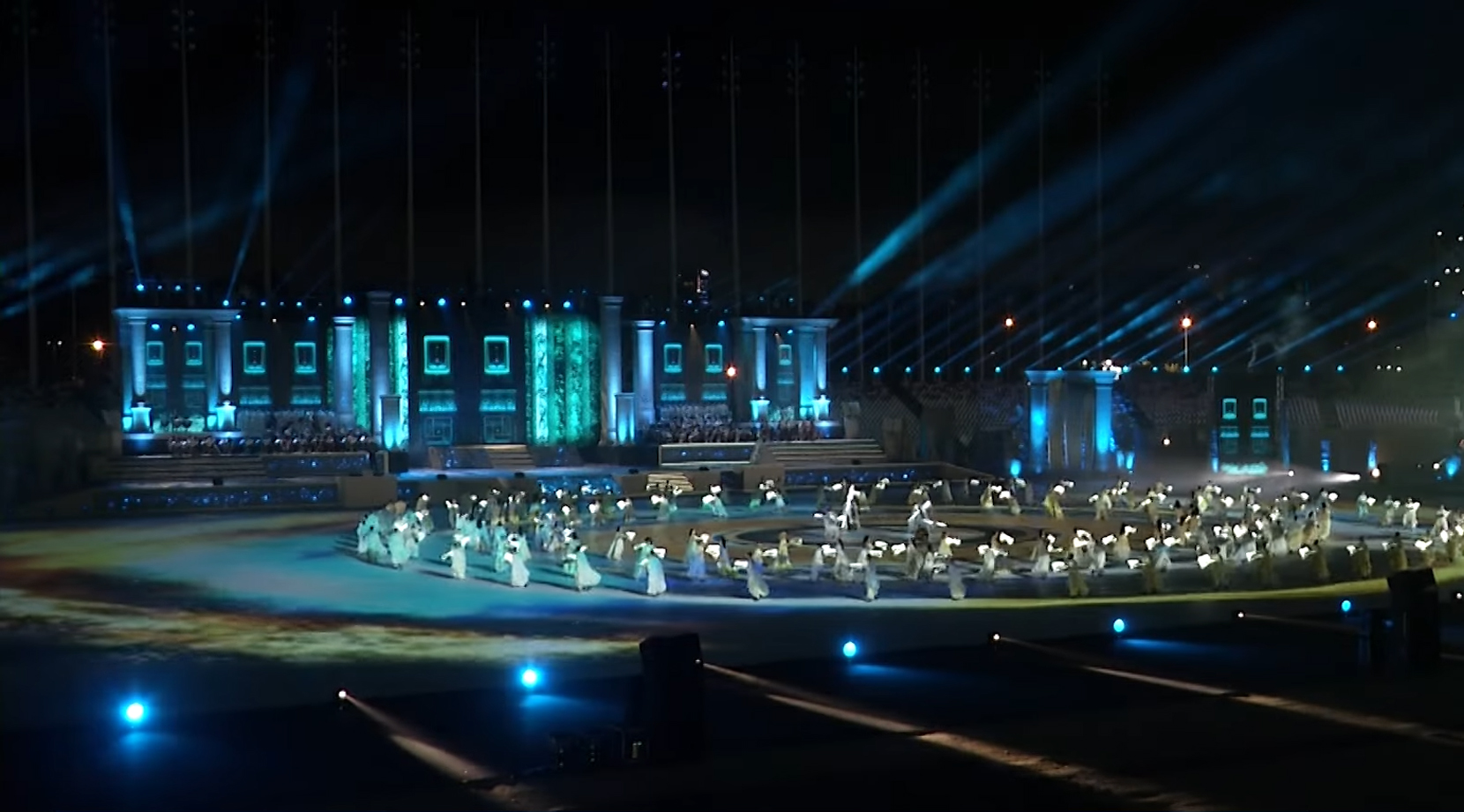
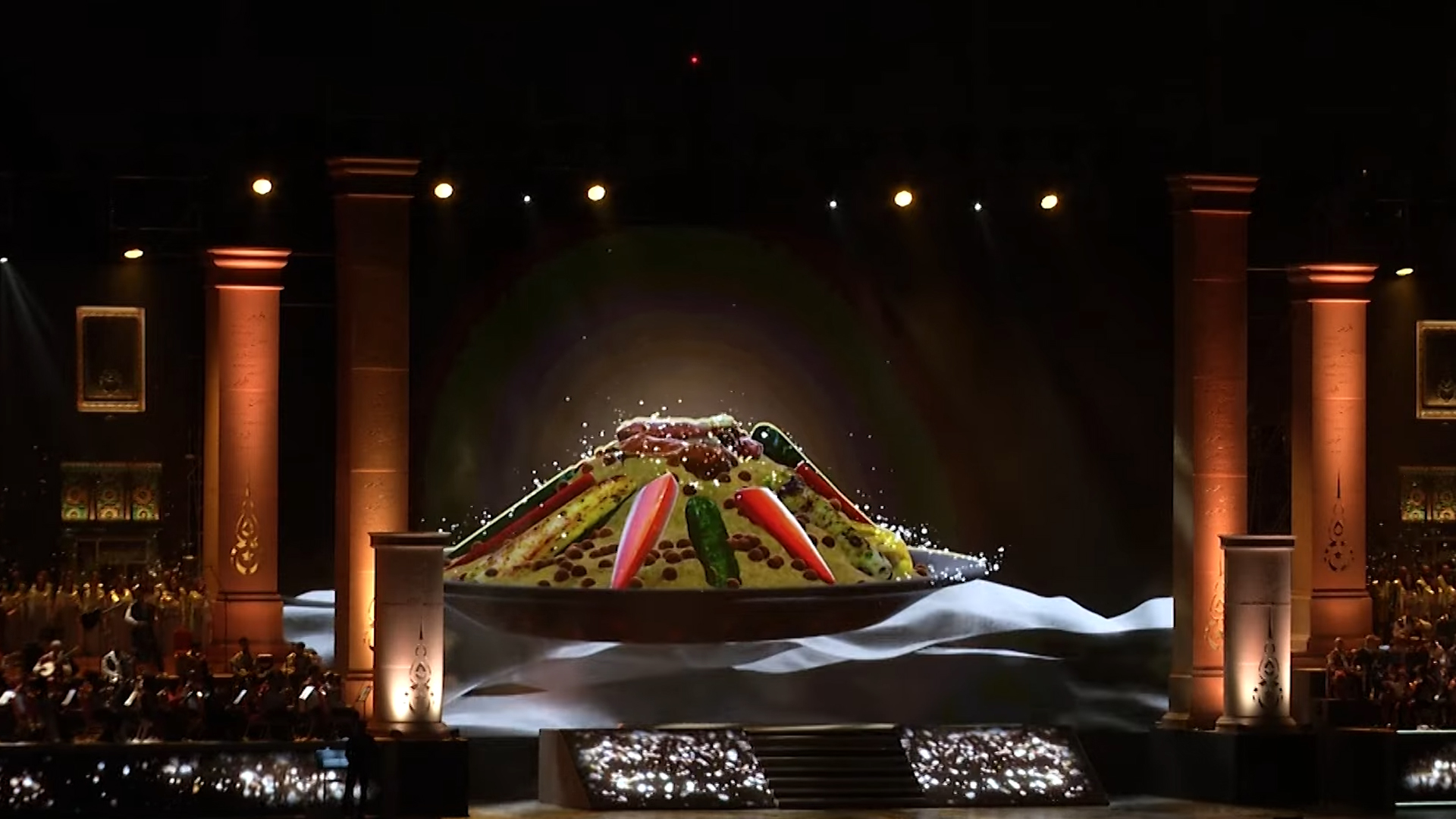
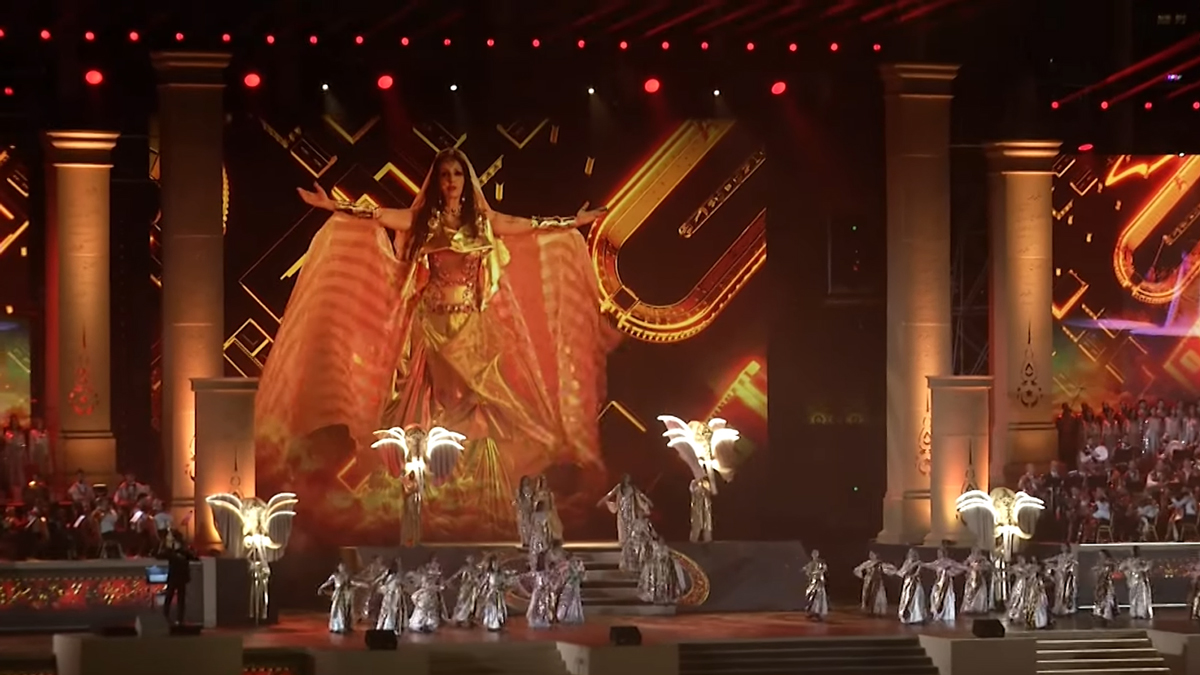

## Hymne
Pour la première fois, la compétition a vu la création d'un hymne officiel dédié à l'événement.

## Tableau des médailles
Voici le tableau des médailles par pays : 
- (H) Pays hôte

| Rang                | Nation              | Or  | Argent | Bronze | Total |
| ------------------- | ------------------- | --- | ------ | ------ | ----- |
| 1                   | Algérie (H)         | 105 | 76     | 72     | 253   |
| 2                   | Tunisie             | 23  | 47     | 51     | 121   |
| 3                   | Maroc               | 21  | 38     | 25     | 84    |
| 4                   | Bahreïn             | 19  | 11     | 12     | 42    |
| 5                   | Jordanie            | 17  | 16     | 29     | 62    |
| 6                   | Syrie               | 14  | 15     | 24     | 53    |
| 7                   | Égypte              | 12  | 1      | 0      | 13    |
| 8                   | Qatar               | 9   | 2      | 11     | 22    |
| 9                   | Irak                | 7   | 18     | 21     | 46    |
| 10                  | Arabie saoudite     | 7   | 9      | 28     | 44    |
| 11                  | Émirats arabes unis | 5   | 5      | 12     | 22    |
| 12                  | Oman                | 5   | 3      | 5      | 13    |
| 13                  | Palestine           | 4   | 4      | 8      | 16    |
| 14                  | Libye               | 3   | 3      | 6      | 12    |
| 15                  | Koweït              | 2   | 4      | 5      | 11    |
| 16                  | Mauritanie          | 0   | 1      | 0      | 1     |
| 17                  | Yémen               | 0   | 0      | 2      | 2     |
| 18                  | Soudan              | 0   | 0      | 1      | 1     |
| 19                  | Comores             | 0   | 0      | 0      | 0     |
| 19                  | Djibouti            | 0   | 0      | 0      | 0     |
| 19                  | Liban               | 0   | 0      | 0      | 0     |
| 19                  | Somalie             | 0   | 0      | 0      | 0     |
| 19                  | Bahreïn             | 0   | 0      | 0      | 0     |
| 19                  | Tchad               | 0   | 0      | 0      | 0     |
| 19                  | Soudan du Sud       | 0   | 0      | 0      | 0     |
| 19                  | Érythrée            | 0   | 0      | 0      | 0     |
| Totaux (26 nations) | Totaux (26 nations) | 253 | 253    | 312    | 818   |